# Collina del Sacro Cuore
La Collina del Sacro Cuore è una altura che sorge ad Ascoli Piceno, nell'area nord della città. Raggiunge i 214 m s.l.m.

## Descrizione
Si tratta di una modesta altura che si distingue nel panorama della zona nord della città. La collina spicca e domina sul quartiere di Campo Parignano ed ha assunto questa denominazione a seguito della presenza del monumento dedicato al Sacro Cuore di Gesù. Sull'area del poggio, dislocate lungo l'omonima via Collina del Sacro Cuore, strada che conduce alla sommità del rilievo, vi sono anche quattordici opere scultoree in travertino, realizzate dall'artista Antonio Mancini, dedicate alla passione di Cristo e raffiguranti i temi delle stazioni della Via Crucis.

## Monumenti d'interesse
Nella parte alta della collina è collocata la statua del Sacro Cuore di Gesù o del Cristo Redentore, opera costruita nel 1954 con blocchi di travertino, alta complessivamente 12 metri.